# Dilu Melo
Maria de Lourdes Argollo Oliver, mais conhecida pelo nome artístico Dilu Melo,  (Viana, 25 de setembro de 1913 — Rio de Janeiro, 24 de abril de 2000) foi uma cantora, compositora, instrumentista e folclorista brasileira.
Precoce, começou a estudar música e violino aos cinco anos de idade. Aos nove anos, iniciou seu aprendizado de violão com sua mãe D. Nenê e de piano com a professora Elizéne D'Ambrósio. Aos 10 anos, compôs sua primeira obra, uma valsinha intitulada "Heloísa", em homenagem à sua irmã mais nova. 
Em 1958, gravou de Altamiro Carrilho e Armando Nunes, o xote "Nos velhos tempos". Por influência de Antenógenes Silva, começou a tocar acordeão recebendo da imprensa a denominação de "Rainha do Acordeão.
Autora de mais de cem músicas. Entre seus intérpretes estão Ademilde Fonseca, Amália Rodrigues, Carmen Costa, Nara Leão, Fagner, Clara Nunes, Marlene e Dóris Monteiro. 

## Discografia
- Engenho d'água/Coco babaçu (1938)
- Fiz a cama na varanda/Sapo cururu (1944)
- Cesário/Planta milho (1945)
- Menino dos olhos tristes/Coisas do Rio Grande (1945)
- Lá na serra/Qual o valor da sanfona (1949)
- Recordando os pagos/As coisas erradas do mundo (1950)
- Maravia/Tudo é verdade (1952)
- Redinha de algodão/Meia canha (1952)
- Carta a Papai Noel/Tempinho bom (1952)
- Sans souci/Os 10 mandamentos do sanfoneiro (1954)